# Zachary Taylor
Zachary Taylor (ur. 24 listopada 1784 w hrabstwie Orange, zm. 9 lipca 1850 w Waszyngtonie) – amerykański generał, polityk, 12. prezydent USA (1849–1850).

## Młodość i edukacja
Zachary Taylor urodził się 24 listopada 1784 roku w Montebello (hrabstwo Orange) w rodzinie żołnierza Richarda Taylora i jego żony Sarah. Przyszły prezydent miał ośmioro rodzeństwa. Tuż po jego narodzinach, Taylorowie przenieśli się nieopodal Louisville, gdzie założyli plantację. Ponieważ były to podówczas tereny dzikie, Zachary Taylor pobierał nauki głównie od wędrownego nauczyciela z Connecticut.

## Kariera wojskowa
Po śmierci starszego brata w 1808, Zachary Taylor wstąpił do wojska, gdzie został porucznikiem piechoty w Nowym Orleanie. Dwa lata później otrzymał awans na kapitana, a w 1812 na majora. Kiedy po zakończeniu wojny z Anglią redukowano etaty w wojsku, otrzymał propozycję by pozostać w piechocie w stopniu kapitana. Czując się urażonym tak niską rangą, wystąpił z wojska i osiadł na swojej plantacji. Rok później, w 1815, powrócił do czynnej służby i w 1819 uzyskał awans na podpułkownika. Trzynaście lat później awansował na pułkownika i brał udział w wojnie Czarnego Jastrzębia przeciwko Indianom. W 1837 został generałem brygady. Kilka lat później został mianowany dowódcą Fort Jesup w Luizjanie, gdzie się przeprowadził i założył plantację.
Wiosną 1846 roku, Zachary Taylor stoczył pierwszą walkę z wojskami meksykańskimi – na krótko przed formalnym wypowiedzeniem wojny. Zwycięskie potyczki zaowocowały awansem na generała majora. 25 września dowodzony przez niego oddział dokonał skutecznego oblężenia Monterrey. Następnie wycofał swoje wojska, co prezydent Polk uznał za błąd i nakazał odsunąć Taylora, na rzecz generała Winfielda Scotta. Wówczas, meksykański dowódca, Antonio López de Santa Anna zaatakował wojska przyszłego prezydenta (23 lutego 1847) niedaleko rancza Buena Vista, lecz pomimo przewagi liczebnej poniósł klęskę. Zachary Taylor wrócił do Stanów Zjednoczonych 6 listopada 1847. Został trzykrotnie uhonorowany Złotym Medalem Kongresu – jednym z najwyższych odznaczeń cywilnych w Stanach Zjednoczonych: 16 lipca 1846 w uznaniu jego męstwa, umiejętności, przedsiębiorczości oraz odwagi, a także w imieniu podległych mu oficerów i żołnierzy, którzy szczególnie wyróżnili się podczas operacji na Rio Grande; 2 marca 1847 za udział w operacji pod Monterey oraz 9 maja 1848 za pokonanie ponad czterokrotnie większej armii meksykańskiej w bitwie pod Buena Vista.

## Prezydentura

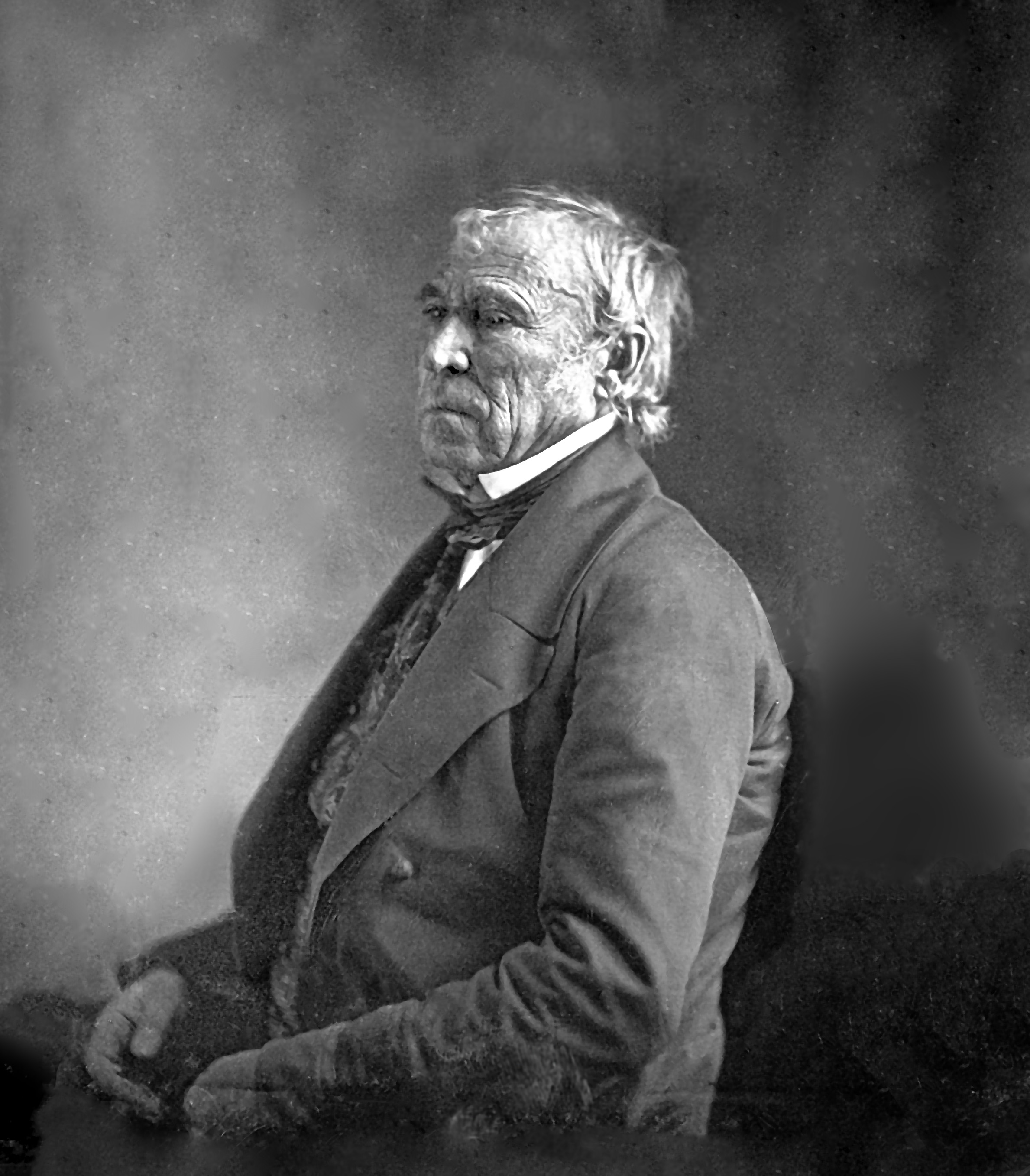
Dagerotyp przedstawiający Zachary’ego Taylora w marcu 1849 roku.

W dniach 7-9 czerwca 1848 odbyła się konwencja Partii Wigów, na której mianowano Taylora kandydatem w wyborach prezydenckich. Partia Demokratyczna wystawiła kandydaturę Lewisa Cassa, a Free Soil Party – Martina Van Burena. Taylor wygrał wybory w głosowaniu powszechnym i uzyskał 163 głosy w Kolegium Elektorów (ok. 56%) wobec 127 głosów Cassa (ok. 44%). Ponieważ 4 marca 1849 wypadała niedziela, został on zaprzysiężony dzień później. Z powodu tego jednodniowego wakatu na najwyższym stanowisku, powstała miejska legenda, mówiąca że przez jeden dzień prezydentem de iure był David Rice Atchison – przewodniczący pro tempore Senatu.
Pierwszym problemem z jakim musiał się zmierzyć nowy prezydent był problem niewolnictwa. W stanach północnych nasiliły się ruchy abolicjonistyczne, natomiast w południowych obawiano się buntu czarnoskórych niewolników. Ponadto Oregon uznano za stan wolny od niewolnictwa, przez co „Kompromis Missouri” przestał funkcjonować, a Taylor musiał uregulować status Nowego Meksyku i Kalifornii. Oba stany wyraziły chęć dołączenia do Unii w pierwszej połowie 1850 roku. Spowodowało to perspektywę secesji Południa, które obawiało się, że nowe stany opowiedzą się przeciw niewolnictwu i zakłócą dotychczasową równowagę. Wobec takich obaw, prezydent ogłosił tzw. „Kompromis 1850 roku”, zastępujący dotychczasowy Kompromis Missouri. Polegał on na tym, że nowo przyjęte stany miały same decydować o wprowadzeniu lub zakazaniu niewolnictwa, jednak stany południowe miały mieć zagwarantowane utrzymanie statusu quo. Zdaniem historyków, takie działanie Taylora opóźniło secesję i wojnę domową o 10 lat.
W sprawach polityki zagranicznej, prezydentura Taylora opierała się na zapewnieniu Stanom Zjednoczonym możliwości korzystania z trasy wodnej w Ameryce Środkowej (w grę wchodził Przesmyk Panamski oraz terytorium Nikaragui przy ujściu rzeki San Juan). W tym celu prezydent wysłał do Ameryki Środkowej posła Elijaha Hise, który miał zawrzeć traktaty handlowe z Nikaraguą, Gwatemalą i Hondurasem. Hise zawarł te porozumienia, a ponadto sygnował specjalny układ z Nikaraguą – ponieważ jednak nie miał odpowiednich pełnomocnictw Departamentu Stanu – został odwołany. W jego miejsce powołano Ephraima George’a Squiera, któremu polecono zawarcie układów tranzytowych i handlowych, lecz bez gwarantowania niezależności Nikaragui. Wychodząc poza swoje uprawnienia, Squier zaproponował krajowi gwarancję bezpieczeństwa wyspy Tiger Island, która była obiektem zainteresowania Brytyjczyków. Wobec takiego rozwoju sytuacji rozpoczęły się rokowania pomiędzy Stanami Zjednoczonymi a Wielką Brytanią, prowadzone przez sekretarza stanu Johna Claytona i posła w Waszyngtonie Henry’ego Lyttona Bulwera. W tych negocjacjach Clayton groził Bulwerowi zawartymi traktatami dającymi wyłączność na budowę kanału, żądając usunięcia garnizonu brytyjskiego z San Juan. Ostatecznie układ został podpisany 19 kwietnia 1850. Jego główne założenia mówiły, że żadna ze stron nie może mieć wyłączności na korzystanie z kanału (zapewniały również o jego neutralności w wypadku wojny) oraz że państwa mogą zaprosić do sojuszu inne kraje, a kraj gdzie zostanie on zbudowany, musi wyrazić na to zgodę. Układ Claytona-Bulwera został zatwierdzony przez Senat 22 maja 1850 stosunkiem głosów 42:11.

## Śmierć
4 lipca 1850 prezydent, biorąc udział w obchodach Dnia Niepodległości, źle się poczuł. Po szesnastu miesiącach urzędowania, zmarł na cholerę 9 lipca 1850 w Waszyngtonie. Został pochowany w Springfield.

## Życie prywatne
W 1810 Zachary Taylor wziął ślub z Margaret Machal Smith. Para miała sześcioro dzieci, lecz jedynie czworo dożyło wieku dorosłego. Jedna z jego córek, Sarah Knox Taylor, poślubiła Jeffersona Davisa – późniejszego jedynego prezydenta Skonfederowanych Stanów Ameryki, zaś Richard Taylor został generałem wojsk Konfederacji.